# 레바논의 경제
레바논의 경제는 개발도상국의 중상위 소득 경제로 분류된다. 명목 GDP는 2020년에 190억 달러로 추정되었고 1인당 GDP는 2,500 달러에 달했다. 2018년 정부 지출은 GDP의 23%인 159억 달러에 달했다.
레바논 경제는 2006년 전쟁 이후 2007년과 2010년 사이에 평균 9.1%의 성장률을 보이며 크게 성장했다. 2011년 이후, 지역 경제는 시리아 내전의 영향을 받아 2011년~2016년 연평균 1.7%, 2017년 1.5% 성장했다. 2018년 GDP 규모는 541억 달러로 추정되었다. 레바논은 부채 대 GDP 비율 면에서 세계에서 세 번째로 높은 부채 국가이다. 그 결과, 이자 지불은 2016년 국내 정부 수입의 48%를 소비했고, 따라서 사회 기반 시설과 기타 공공재에 필요한 투자를 할 수 있는 정부의 능력을 제한했다.
레바논 경제는 서비스 지향적이다. 레바논은 자유방임주의의 강한 전통을 가지고 있는데, 레바논 헌법은 "경제체제는 자유롭고 사적 주도권과 사유재산에 대한 권리를 보장한다"고 명시하고 있다. 주요 경제 부문은 금속 제품, 은행, 농업, 화학, 그리고 운송 장비를 포함한다. 주요 성장 부문은 은행과 관광업이다. 외환이나 자본 이동에는 제한이 없다.

## 역사
1975년~1990년 레바논 내전은 레바논의 경제 기반 시설을 심각하게 손상시켰고, 국가 생산량을 절반으로 줄였으며, 중동의 기업 및 은행 중심지로서의 레바논의 위치에 중대한 결과를 가져왔다. 전쟁 후, 중앙 정부는 세금을 징수하고 주요 항만과 정부 시설에 대한 통제력을 되찾았다. 그 결과, 1990년대에 1인당 GDP는 353% 증가했다. 경제 회복은 가족 송금, 은행 서비스, 제조 및 농업 수출, 그리고 외환의 주요 원천으로 국제 원조를 포함하여 재정적으로 건전한 은행 시스템과 탄력적인 중소 규모의 제조업체들에 의해 도움을 받아왔다. 레바논 경제는 1993년 정부의 200억 달러 재건 계획인 "호라이즌 2000"의 출범 이후 인상적인 성장을 이루었다. 실질 GDP는 1996년 4월 이스라엘의 분노의 포도 작전으로 경제 활동이 위축되기 전에 1994년에 8%, 1995년에 7% 성장했다. 실질 GDP는 1997년과 1998년 연평균 3% 미만의 성장률을 보였으며 1999년에는 1%에 불과했다. 1992년~1998년 동안 연간 인플레이션은 100% 이상에서 5%로 떨어졌고 외환보유액은 14억 달러에서 60억 달러 이상으로 급증했다. 급증하는 자본 유입으로 외국인 지불 흑자가 발생했으며 레바논 파운드화는 비교적 안정세를 유지하고 있다. 전쟁으로 피폐해진 레바논의 물리적, 재정적 기반시설을 재건하는 데도 진전이 있었다. 20억 달러 규모의 회사인 솔리데르는 베이루트의 중심 업무 지구의 재건을 관리하고 있다. 주식 시장은 1996년 1월에 재개되었고 국제 은행과 보험 회사들이 돌아오고 있다. 그럼에도 불구하고 정부는 경제 분야에서 심각한 도전에 직면해 있다. 정부는 외환보유액을 활용하고 차입금을 늘림으로써 재건 자금을 마련해야 했다. 현 정부의 주요 목표는 재정적자 감축이다 빈부격차는 1990년대에 커져 재건축 혜택의 왜곡된 분배에 대한 대중의 불만을 초래했고 정부가 기반시설 재건에서 생활환경 개선으로 초점을 전환하도록 이끌었다.
내전이 끝난 후, 레바논은 상당한 안정을 누렸고 베이루트의 재건은 거의 완료되었으며, 점점 더 많은 관광객들이 레바논의 휴양지로 몰려들었다. 경제가 성장하면서 은행 자산은 750억 달러 이상에 달했고, 시가총액도 2006년 2분기 말 109억 달러로 사상 최고치를 기록했다. 한 달 동안 계속된 2006년 전쟁은 레바논의 경제, 특히 관광 부문에 심각한 타격을 입혔다. 2008년 동안 레바논은 주로 부동산과 관광 부문에 기반시설을 재건했고, 상대적으로 건실한 전후 경제를 낳았다. 레바논 재건에는 사우디아라비아(약 15억 달러), 유럽 연합(약 10억 달러), 그리고 최대 8억 달러까지 기부한 몇몇 다른 페르시아만 국가들이 포함된다.
레바논의 은행 시스템은 잦은 안보 혼란을 감안할 때, 경제를 정치적 불안정으로부터 보호하기 위해 중앙 은행이 부과한 엄격한 규제와 함께 보수적인 접근법을 채택했다. 이러한 규제는 일반적으로 레바논 은행들을 2007-2008년 세계 금융 위기로 인한 피해를 입지 않게 했다. 레바논 은행들은 현 상황에서 유동성이 풍부하고 안전하다는 평판을 받고 있다. 2008년 말 무디스는 레바논의 재정 안정을 인정하면서 레바논의 국가 순위를 안정에서 긍정으로 전환했다. 게다가 베이루트 증권거래소가 51% 상승하면서 지수 제공업체인 MSCI는 레바논을 2008년 세계 최고 실적자로 선정했다. 레바논은 2008년에 주식 시장의 가치가 상승한 세계 7개국 중 하나이다. 레바논 경제는 2008년 8.5%, 2009년 7%, 2010년 8.8%의 지속적인 회복세를 경험했다. 하지만 레바논의 GDP 대비 부채 비율은 세계에서 가장 높은 것 중 하나로 남아 있었다.
국제 통화 기금(IMF)은 2015년 10월 레바논에 대한 두 번째 보고서를 발표했는데, 여기서 경제성장률에 대한 예상치는 2015년 4월에 발표된 1차 보고서의 2.5%에 비해 2%로 낮아졌다.
2019년 10월, 레바논은 악화되고 있는 경제 상황에 대해 전국적인 시위를 목격했다. 수천 개의 시위가 베이루트 시내 거리에서 벌어져 사드 하리리 총리 정부가 "베이루트 경제와 생활 여건의 악화를 완전히 막지 못한 것"을 이유로 퇴진할 것을 요구했다. 이번 시위는 정부가 WhatsApp, 페이스북 등 소셜미디어 앱에서 음성 인터넷 프로토콜(VOIP)를 사용하는데 대해 하루 20센트를 부과하겠다고 발표한 이후 시작됐다.
2020년 초, 중앙 BDL은 붕괴되었고 정부는 500억 달러의 적자를 IMF에 의지할 필요가 있었다.

## 부패
비정부기구인 국제 투명성 기구에 따르면 레바논은 부패 인식 지수에 대해 조사된 180개국 중 138위를 차지하고 있다. 2016년 국제 투명성 기구가 실시한 여론조사에 따르면 레바논인의 92%가 그 해에 부패가 증가했다고 생각하는 것으로 나타났다. 게다가 응답자의 67%는 정치 및 경제 엘리트들의 대다수가 부패했다고 생각한다고 말했고 76%는 부패 척결에 있어서 정부가 서투르고 있다고 말했다.
2020년 7월 기준으로, 1993년 이후 레바논 은행의 총재인 리아드 살라메는 자산을 동결했고, 10월 중앙은행 자산 횡령과 공적 자금 관리 부실 혐의로 공판을 앞두고 있다.
이미 고통받고 있는 이 나라는 2020년 8월 4일 거대한 폭발을 당했다. 그 폭발은 베이루트 항구를 황폐화시켰고 거의 30만 명의 사람들을 집을 잃게 하면서 많은 집들을 파괴했다. 이 폭발은 식량 수입에 사용되었던 그 나라의 주요 항구를 파괴하는 결과를 가져왔다.

## 불평등
상위 1%의 부유한 성인들은 총 국민 소득의 약 4분의 1을 받으며, 레바논은 세계에서 가장 불평등한 국가 중 하나이다. 인구의 하위 50%는 총 국민소득의 10%를 남겨두고 있다.
레바논은 소득 수준이 고소득 국가에 필적할 정도로 매우 부유한 집단을 가진 이중 사회 구조로 특징지어지며, 많은 개발도상국에서와 같이 인구의 수가 훨씬 더 적다. 이러한 양극화된 구조는 광범위한 "중산층"의 부재를 반영한다. 중간 40%는 서유럽에서 상위 10%에 도달하는 몫보다 더 많이 받고 미국에서는 약간 덜 받지만, 레바논에서 상위 10%에 비해 훨씬 적은 소득을 남겨두고 있다. 2005년 이후 가장 부유한 사람들이 소득 증가의 대부분을 차지했다. 상위 10%는 소득이 5~15% 증가한 반면 하위 50%는 15%, 최빈곤층은 10% 각각 감소했다.
레바논 억만장자의 재산은 2005년과 2016년 사이에 평균적으로 국민 소득의 20%를 차지하는데 반해 중국은 2% 프랑스 5% 그리고 미국은 10%를 차지한다.

## 재정 피난처
2018년 레바논은 금융비밀지수에서 11위를 차지했다. 레바논은 은행 비밀주의가 강한 역사를 가지고 있지만 최근 몇 년간 돈세탁과 탈세에 맞서기 위한 조치를 취해왔다. 2019년 1월 현재 은행 비밀은 레바논에 거주하는 레바논 국민에게 적용되지만 FATCA 협정이 도입된 이후 미국 시민과 미국 재정 거주자에게는 적용되지 않는다. 레바논은 조세 목적의 투명성 및 정보 교환에 관한 글로벌 포럼의 일부이며 다른 나라들과 재정 데이터를 교환하는 협정을 체결했지만, 2019년 1월 현재 이 조약의 특정 조항을 준수하지 않고 있다.
알리 하산 칼릴 재무장관은 2019년 예산안이 2018년 11.2%에 비해 국내총생산(GDP) 대비 9% 미만의 적자를 보였다고 확인했다. 칼릴은 또한 1.5 퍼센트의 경제 성장 예측이 2019년에 2%까지 올라갈 수 있다고 주장했다.

## 외국인 투자
이스라엘 시민들과 단체들을 제외하고 외국인 투자에 대한 제한은 거의 없다. 헤즈볼라와 레바논과 관련된 개인들이 미국 정부의 표적이 되고 있지만, 레바논에 대한 미국 전역의 무역 제재는 없다. 외국인의 부동산 소유는 일정한 조건 하에서 합법적이다.
《월스트리트 저널》의 한 보고서에 따르면, "레바논은 예산상의 허점을 메우기 위해 더 많은 부채를 떠안게 되면서 150% 이상으로 상승하면서, 세계에서 가장 높은 국내총생산 대비 공공부채 비율 중 하나를 가지고 있다. 2019년 1월, 레바논의 경제를 활성화하고 국가가 부채를 극복하도록 돕기 위한 움직임으로, 카타르는 5억 달러 상당의 국채를 사기로 약속했다. 2019년 6월, 블룸버그 통신은 카타르가 채권 일부를 매입했고 나머지 투자를 곧 완료할 계획이라고 보도했다.

### 송금
레바논은 크고 응집력이 있으며 기업가적인 디아스포라로부터 이익을 얻는다. 시간이 지남에 따라, 이민은 전세계에 레바논의 "상업 네트워크"를 만들어냈다. 그 결과, 레바논 사람들로부터의 해외 송금은 총 82억 달러이며 레바논 경제의 5분의 1을 차지한다. 바이블로스 은행의 연구 분석 책임자인 나시브 고브릴은 레바논이 매년 1인당 약 1,400달러를 레바논에 공급하고 있다고 계산한다.

## 투자
레바논 상장기업의 주식 시가총액은 2019년 1월 96억 달러로 2018년 1월 115억 달러보다 감소했다.
레바논은 장기간의 내전(1975년~1989년)과 이스라엘의 남부 점령(1978년~2000년)으로부터 재건하는 것을 돕기 위해 상당한 외국 원조를 끌어모을 수 없었다. 게다가, 내전 중 취약한 사회적 균형과 중앙 정부 기관의 거의 해체는 국가가 복구 노력을 위한 재원을 모으기 위해 재원을 모으려고 노력함에 따라 국가에 장애가 되었다. 경제 실적은 2000년과 2001년에 부진했다(2000년에는 제로 성장, 2001년에는 1.0~1.4% 사이로 추정되며 주로 관광, 은행, 산업, 건설의 소폭 증가에 기인한다). 실업률은 2000년에는 14%, 15-24세 연령대에서는 29%로 추정되며, 2001년에는 추가로 증가할 것으로 잠정 추정되고 있다. 하지만, 많은 레바논 국외 거주자들은 세계 경제 위기로 인해 해외에서 직면하고 있는 부정적인 재정 상황 때문에 레바논으로 돌아갈 수 있었다. 또한, 더 많은 취업 기회들이 레바논으로 돌아와 일할 수 있는 기회를 더 많은 레바논 젊은이들을 끌어들이고 있고, 또한 레바논에 살고 있는, 대학을 졸업한 레바논 사람들에게 혜택을 주고 있다.

## 같이 보기
- 베이루트 증권거래소
- 레바논 파운드